# Dillenia indica

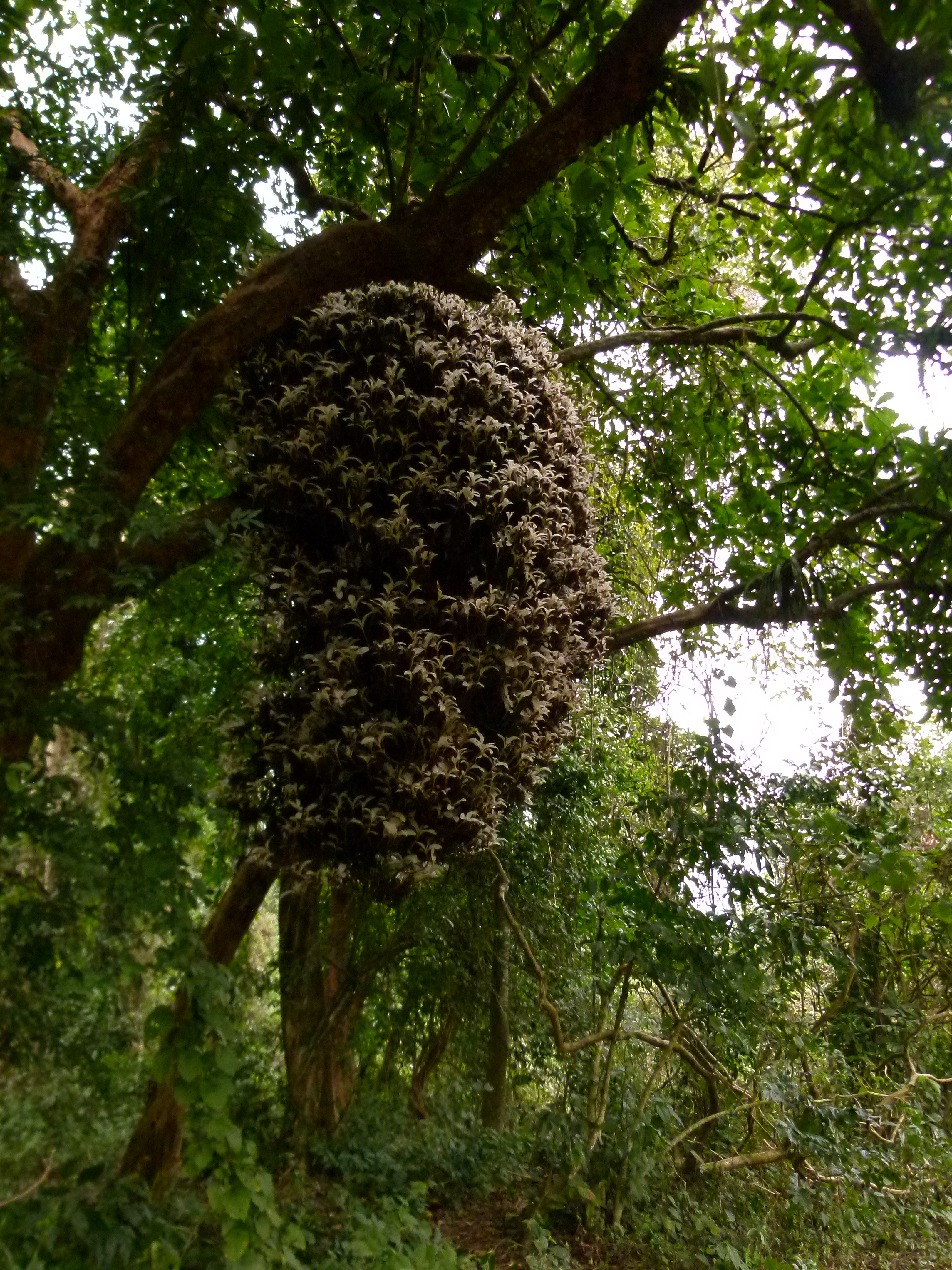
Detalle

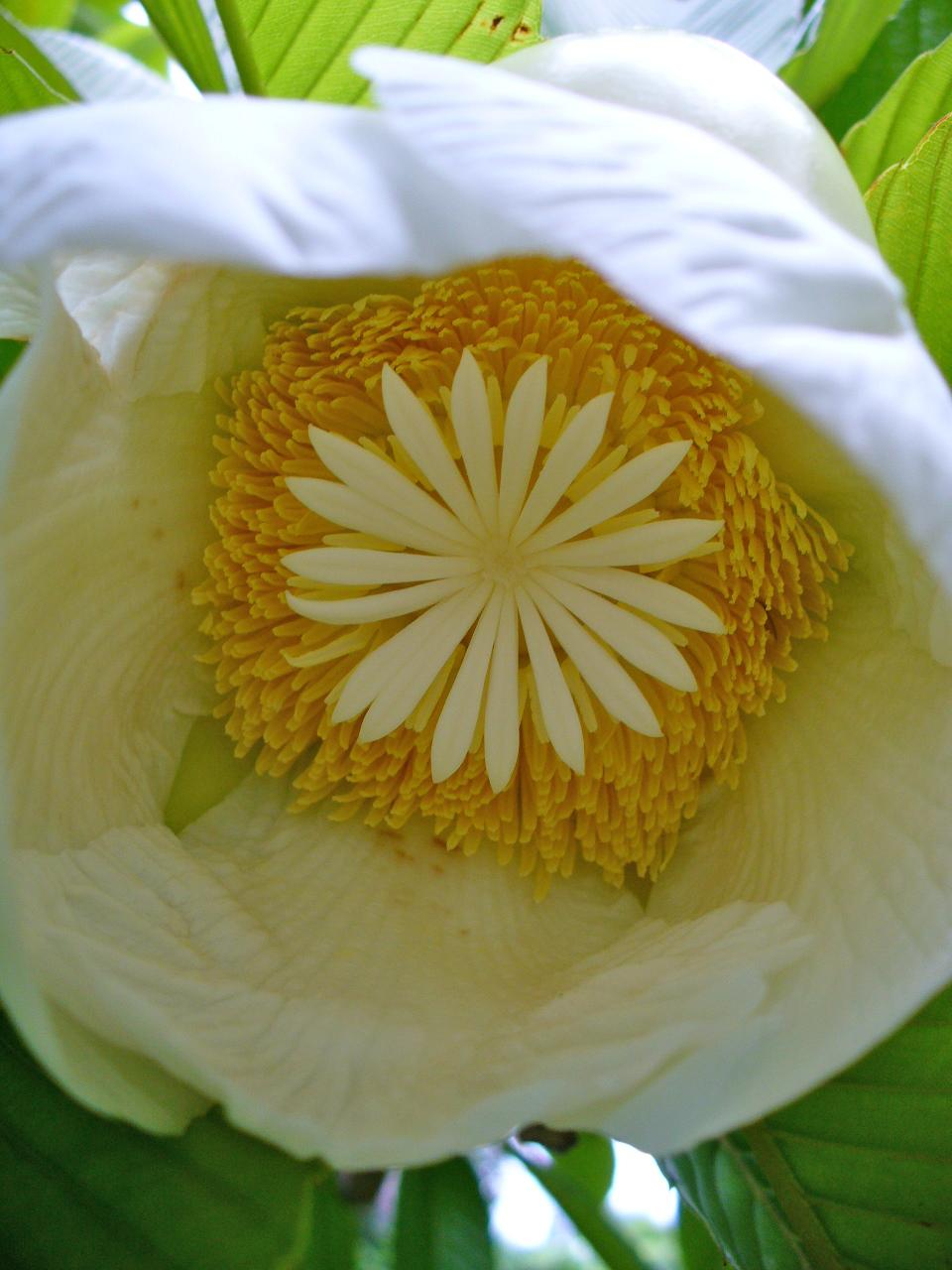
Flor

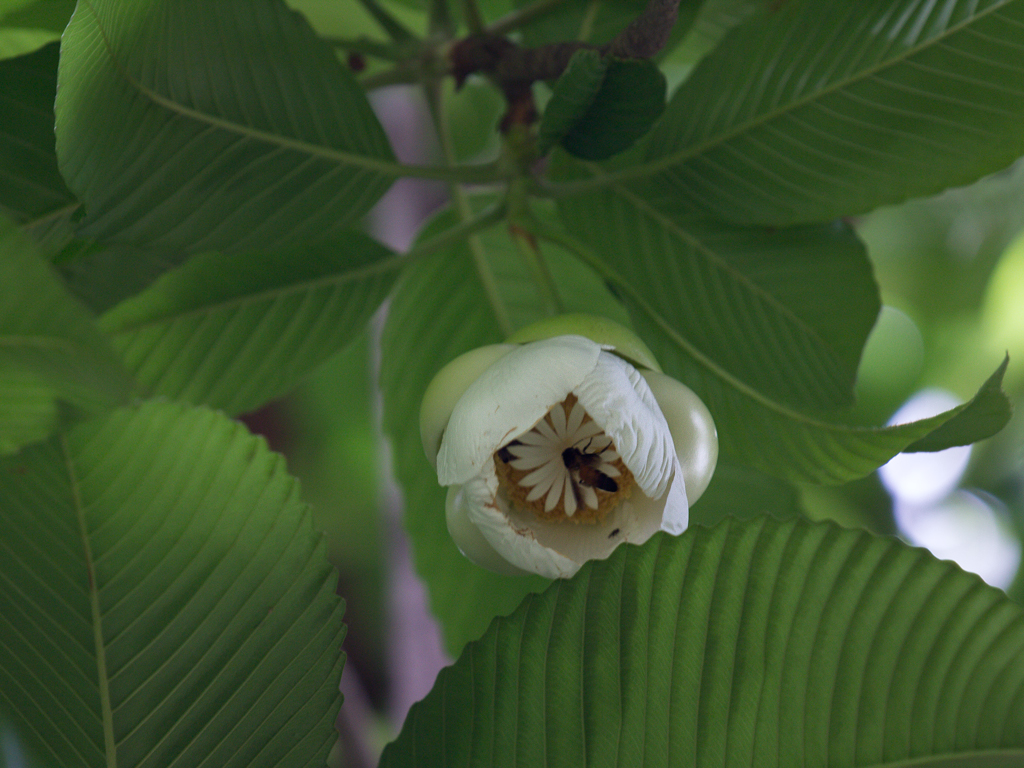
Flor de ´Dillenia indica´, en los jardines botánicos de Lalbagh, Bangalore, India

La manzana del elefante (Dillenia indica) es una especie de planta en la familia Dilleniaceae. Es nativo del sudeste de Asia, desde India, Bangladés y Sri Lanka hacia el este, y  China (Yunnan) y Vietnam hacia el suroeste, y Tailandia, Malasia e Indonesia hacia el sur.

## Descripción
Es un arbusto  o árbol de hoja perenne, de pequeño a mediano tamaño que crece hasta una altura de 15 m. Las hojas son 15 a 36 cm de largo, con una superficie notablemente corrugada con venas impresas. Sus ramas se utilizan para producir una leña de buena calidad. Las flores son grandes y tienen un diámetro de 15-20 cm con cinco pétalos blancos y numerosos estambres amarillos. Sus frutos son grandes, redondos, de color amarillo verdoso, con muchas semillas, y son comestibles. El fruto es un agregado de 5-12 cm de diámetro compuesto de 15 carpelos, cada uno de los cuales contiene cinco semillas incrustadas en una pulpa fibrosa y comestible.
La pulpa del fruto es amargo-agria y se utiliza en la cocina india en el curry y la mermelada (ouu khatta) y jaleas. A menudo se mezcla con coco y especias para la preparación de salsas picantes. En Assam se utiliza ampliamente en dal y en la preparación de pescado.
En la India, no se cultiva comercialmente, pero se encuentra en estado silvestre en la región de Duars y Terai en las reservas forestales de Katha, Burihiding, Duarmara, Tarani, Dumduma, Nalni, Philobari, Takowani, Kakojan, Digboi, Bogapani y Upper Dihing. Como es uno de los principales alimentos para elefantes, monos y venados, se prohíbe la recolección de los frutos en las zonas núcleo de las reservas forestales. También se prohíbe las venta de la fruta, para evitar el desmantelamiento total de la cadena alimenticia de la selva.
Sus nombres comunes incluyen elephant apple ("manzana de elefante") en inglés, owtenga (ঔটেঙা) en asamés, chalta (চালতা) en bengalí, ouu (ଓଉ) en Oriya. 

## Taxonomía
Dillenia indica fue descrita por Carlos Linneo y publicado en Species Plantarum 1: 535. 1753.
Sinonimia
- Dillenia elongata Miq.
- Dillenia indica f. elongata (Miq.) Miq.
- Dillenia speciosa Thunb.[7]